# Prințesa Anne Élisabeth a Franței
Prințesa Anne Élisabeth a Franței (n. 18 noiembrie 1662 - d. 30 decembrie 1662) a fost al doilea copil și prima fiică a regelui Ludovic al XIV-lea al Franței și a soției acestuia, Maria Tereza a Austriei.
Născută la Louvre în Paris, a fost numită după bunicile sale: Ana de Austria și Elisabeta a Franței. Ca fiică a unui monarh francez a fost Fille de France. Mica prințesă a tăit 48 de zile și a fost înmormântată al Biserica St Denis.